# Automated guideway transit

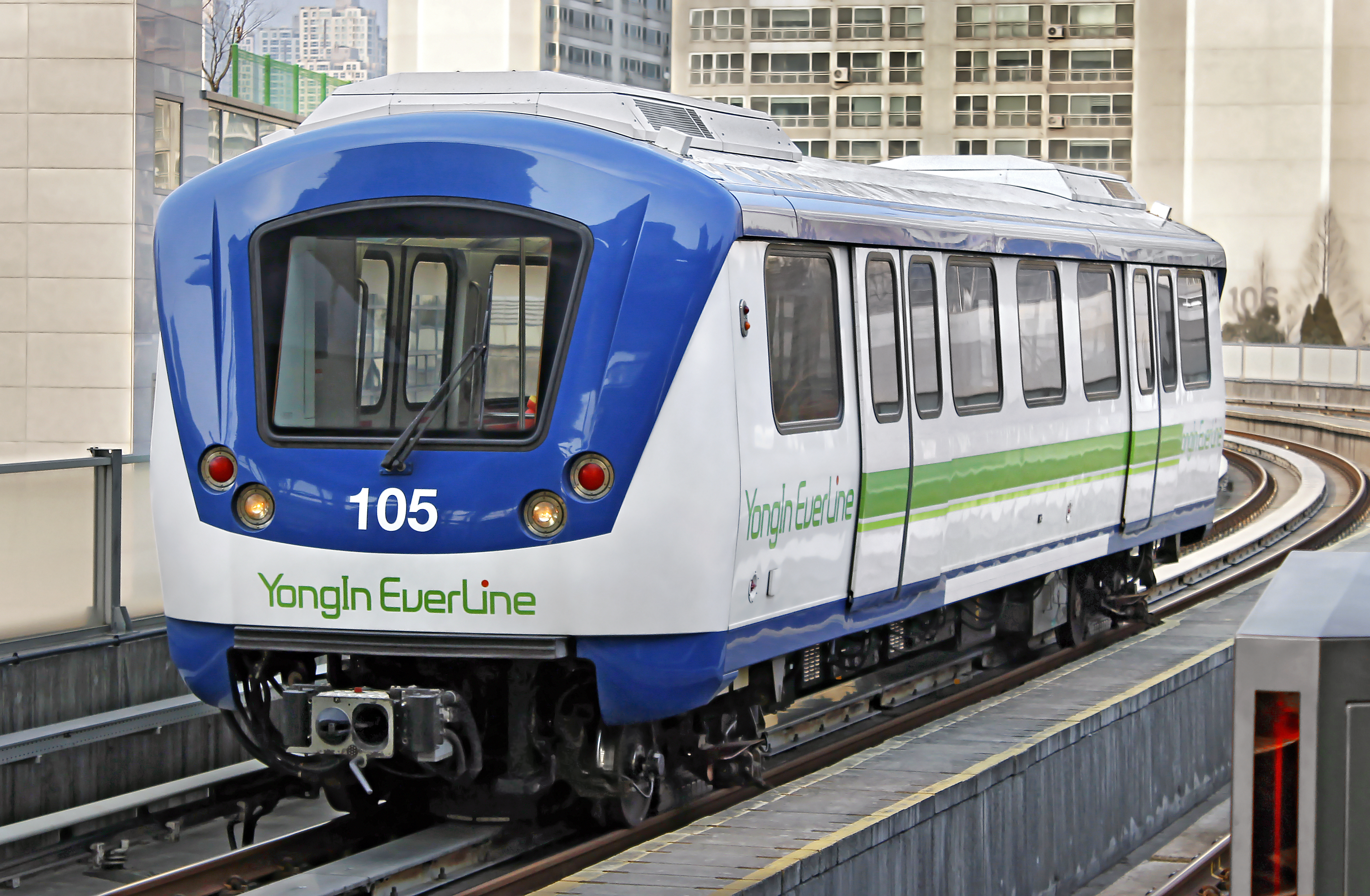
Voertuig van de EverLine in Zuid-Korea.

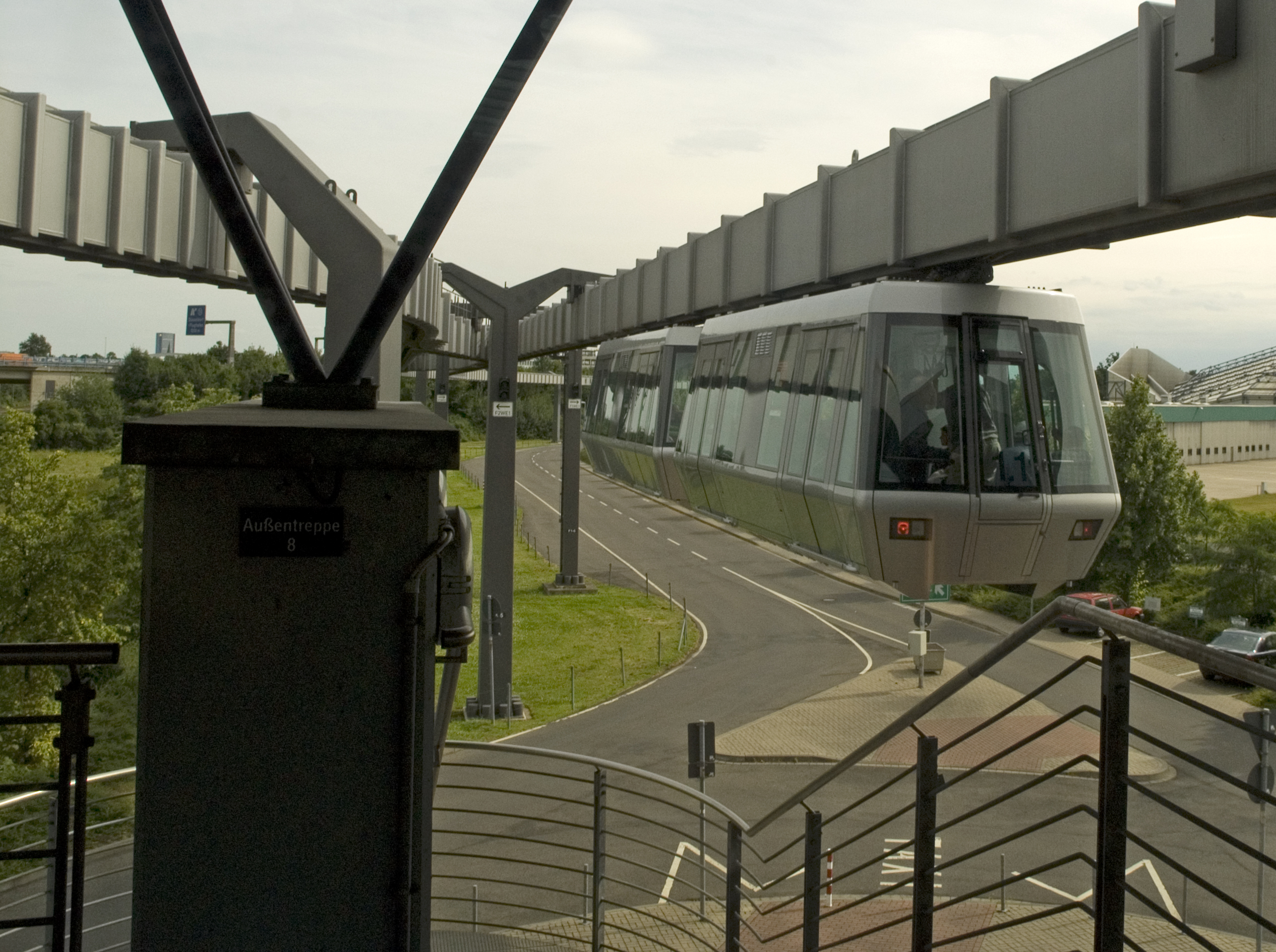
Voertuigen van de H-bahn in Düsseldorf.

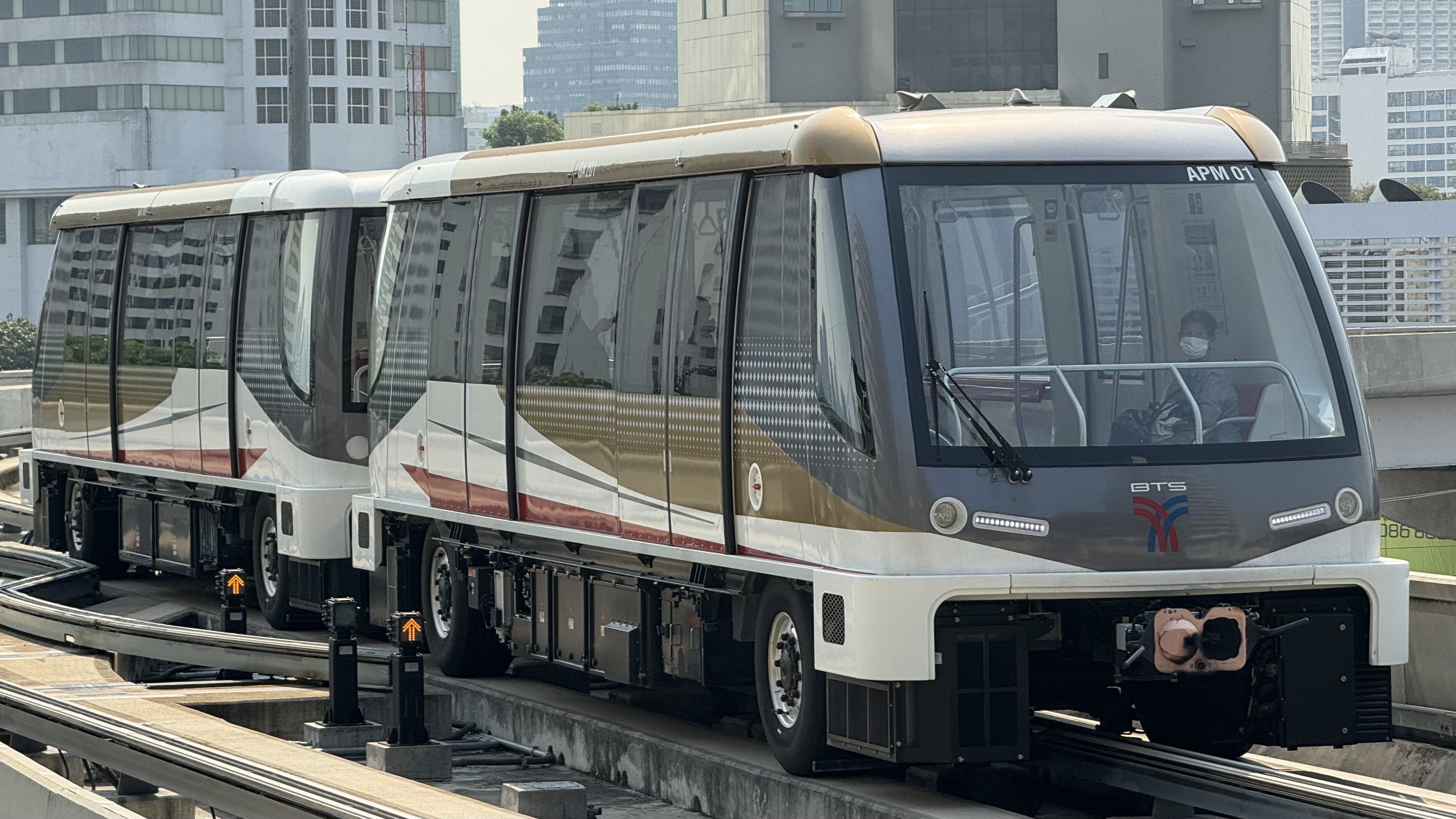
Voertuigen van de Gold line in Bangkok.

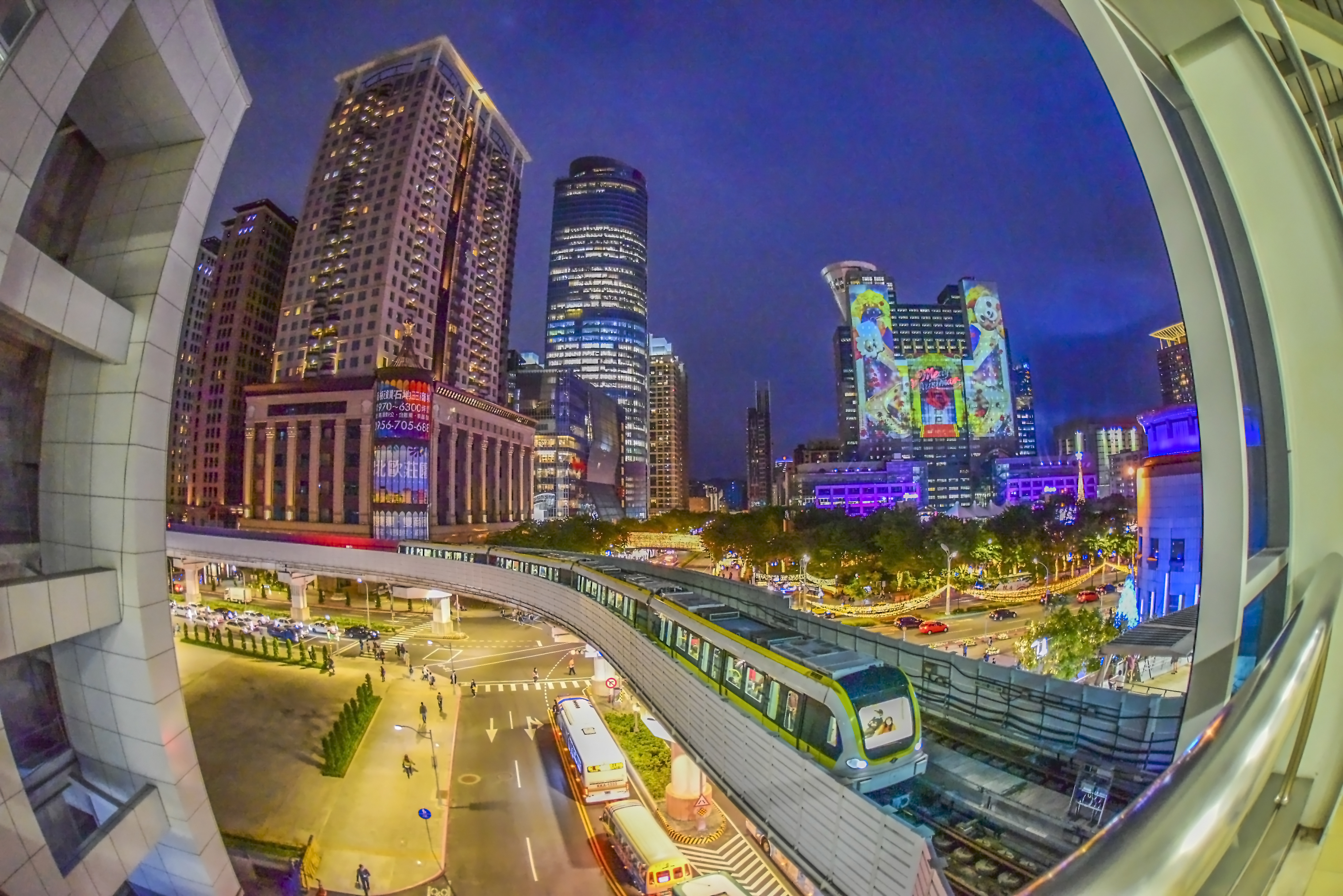
De Gele lijn in Taipei.

Automated guideway transit, afgekort AGT (Engels voor: automatisch vervoer op een vaste baan), is een transportsysteem waarbij voertuigen automatisch (zonder tussenkomst van een bestuurder) voortbewegen op een vaste geleidingsconstructie. Voorbeelden van zo'n constructie kunnen rails, een bettonnen baan of een stalen balk zijn. Deze systemen kwamen pas in opgang vanaf de jaren 1980, omdat toen pas de benodigde rekenkracht van computers voldoende was om de voertuigen te besturen.

## Capaciteit
De capaciteit van een voertuig is hoger dan 15–25 personen. Systemen met een lagere capaciteit worden automatische people mover (APM), die met een middelhoge capaciteit automatische lichte metro en die met hoge capaciteit automatische metro genoemd.

## Systemen
- Kopenhagen, Denemarken (Metro)
- Düsseldorf, Duitsland (SkyTrain op luchthaven van Düsseldorf)
- Lille/Rijsel, Metro van Lille
- Laon, Frankrijk (Poma 2000, gesloten sinds augustus 2016)
- Venetië, Italië (People Mover)
- Detroit, Verenigde Staten (Downtown People Mover)
- Jacksonville, VS (Skyway)
- Atlanta, VS (The Plane Train)
- Miami, VS (Metromover van Miami)
- New York, VS (AirTrain JFK, in gebruik vanaf december 2003)
- Newark, VS (AirTrain Newark)
- Vancouver, Canada (SkyTrain)
- Yokohama, Japan (Kanazawa Seaside Line)
- Bangkok, Thailand (MRT Gold line)
- Singapore (Bukit Panjang Lightrail en Changi Airport Skytrain)
- Taipei, Taiwan (Gele lijn)
- Shanghai, China (Pujiang Line)